# Alex Roldán
Alexander „Alex” Roldán León (ur. 28 lipca 1996 w Artesii) – salwadorski piłkarz pochodzenia gwatemalskiego z obywatelstwem amerykańskim występujący na pozycji prawego obrońcy, prawego pomocnika lub prawego skrzydłowego, reprezentant Salwadoru, od 2018 roku zawodnik amerykańskiego Seattle Sounders.
Jego ojciec pochodzi z Gwatemali, a matka z Salwadoru. Jego brat Cristian Roldan i kuzyn José Miguel Granadino również są piłkarzami.